# Héréros
Pour les articles homonymes, voir Herero.
Les Héréro sont un peuple autochtone de l'Afrique australe du groupe linguistique bantou parlant le héréro, constitué actuellement d'environ 320 000 personnes. La plupart d'entre eux vivent en Namibie, et quelques groupes au Botswana  où ils occupent des emplois peu qualifiés d'ouvriers agricoles pour les ruraux, ou de domestiques  ou vendeurs de rues pour les citadins. En Angola, quelques groupes apparentés aux Héréros, peu nombreux, mènent la vie traditionnelle des peuples pasteurs.
En 1904, les Héréros se soulèvent contre la colonisation allemande de leur territoire. Ils sont alors victimes d'une répression féroce dirigée par le général Lothar von Trotha, auteur d'un ordre d'extermination à leur encontre, qui aboutit au génocide des Héréros. Ainsi, entre 1904 et 1911, la population héréro du Sud-Ouest africain allemand passe de 80 000 à 15 000 individus.

## Ethnonymie
Selon les sources et le contexte, on rencontre notamment les formes suivantes : Cattle-Dama, Dama, Damara, Dimba, Hereros, Herrero, Ochiherero, Ovaherero, Tjiherero, Vieh-Dama.

## Galerie

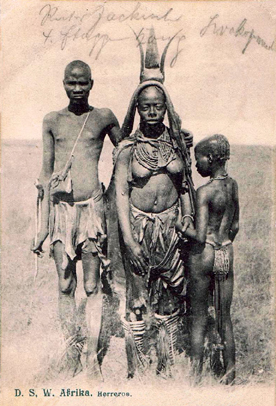
Héréros en costume traditionnel à la fin du XIXe siècle
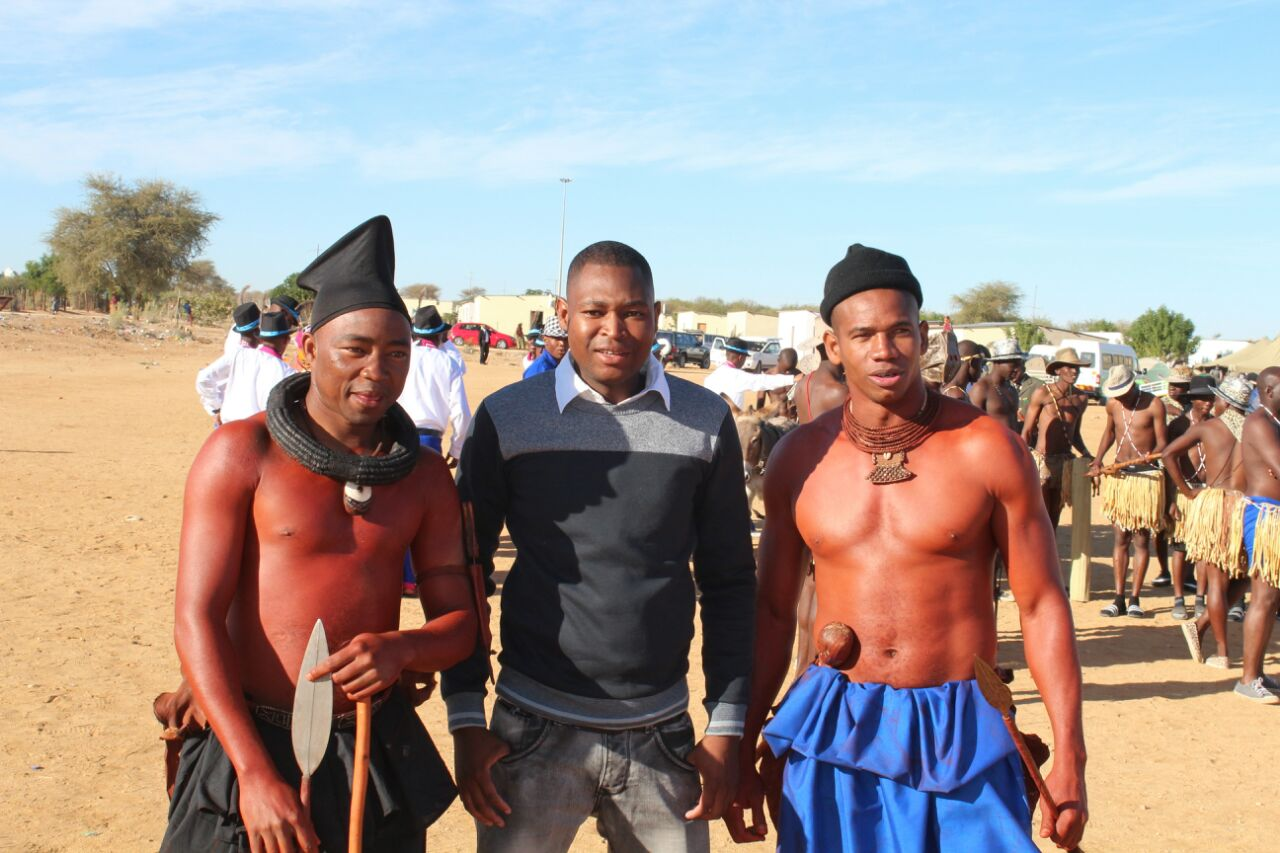
Héréros en tenue traditionnelle et moderne
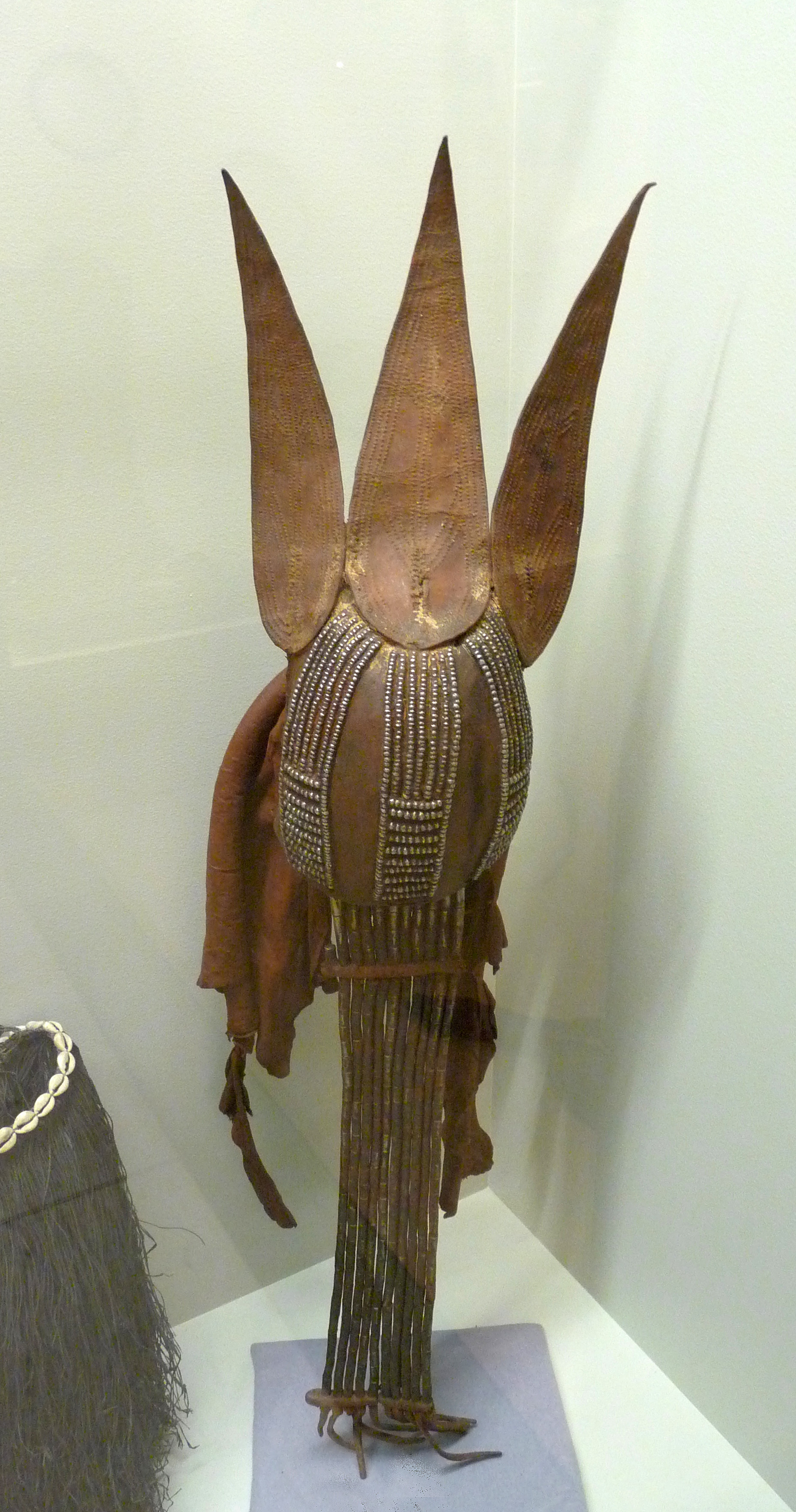
Coiffure Herero en cuir (Namibie, Botswana) au musée royal de l'Afrique centrale, à Tervuren, en Belgique.

## Histoire

### Période précoloniale
C'est vers 1550 que les Bantous Ovambo, Kavango et Héréro traversent le fleuve Kunene et commencent à coloniser le Sud-Ouest africain.
À partir des années 1824, les Oorlam (« Khoïkhoï coloniaux » ou petits Nama) — des métis de Nama et d'Afrikaners qui fuyaient les lois discriminatoires de la colonie du Cap et l'expansionnisme des colons européens — émigrent dans le centre de l'actuelle Namibie et se rendent maîtres de la région située entre le fleuve Orange et la Swakop, chassant les quelques missionnaires allemands de la région. Forts de leur organisation en commando militaire, ils n'ont guère de difficultés à s'imposer aux autres Nama, aux Héréro et aux Damara (réduits en esclavage). En 1842, des missionnaires allemands, Hugo Hahn et Heinrich Kleinschmidt, s'établissent à Winterhoek. Ils forcent les Héréro à conclure une paix inégale avec les Oorlam.
En 1850, le conflit est de nouveau ouvert entre les Héréro et les Oorlam. Les Héréro sont vite réduits à l'état de vassaux. Ils s'allient alors aux Nama pour tenter de renverser le pouvoir de Jonker Afrikaner mais sans succès. Mais après la mort en 1861 de Jonker Afrikaner, la coalition des Héréro et des Nama, armée par des marchands suédois, finit par venir à bout des Oorlam.
En 1870, la paix est enfin signée entre les Héréro du chef Maharero et Jan Jonker Afrikaner, le fils cadet de Jonker, consacrant la suprématie nouvelle des Héréro.

### Période coloniale

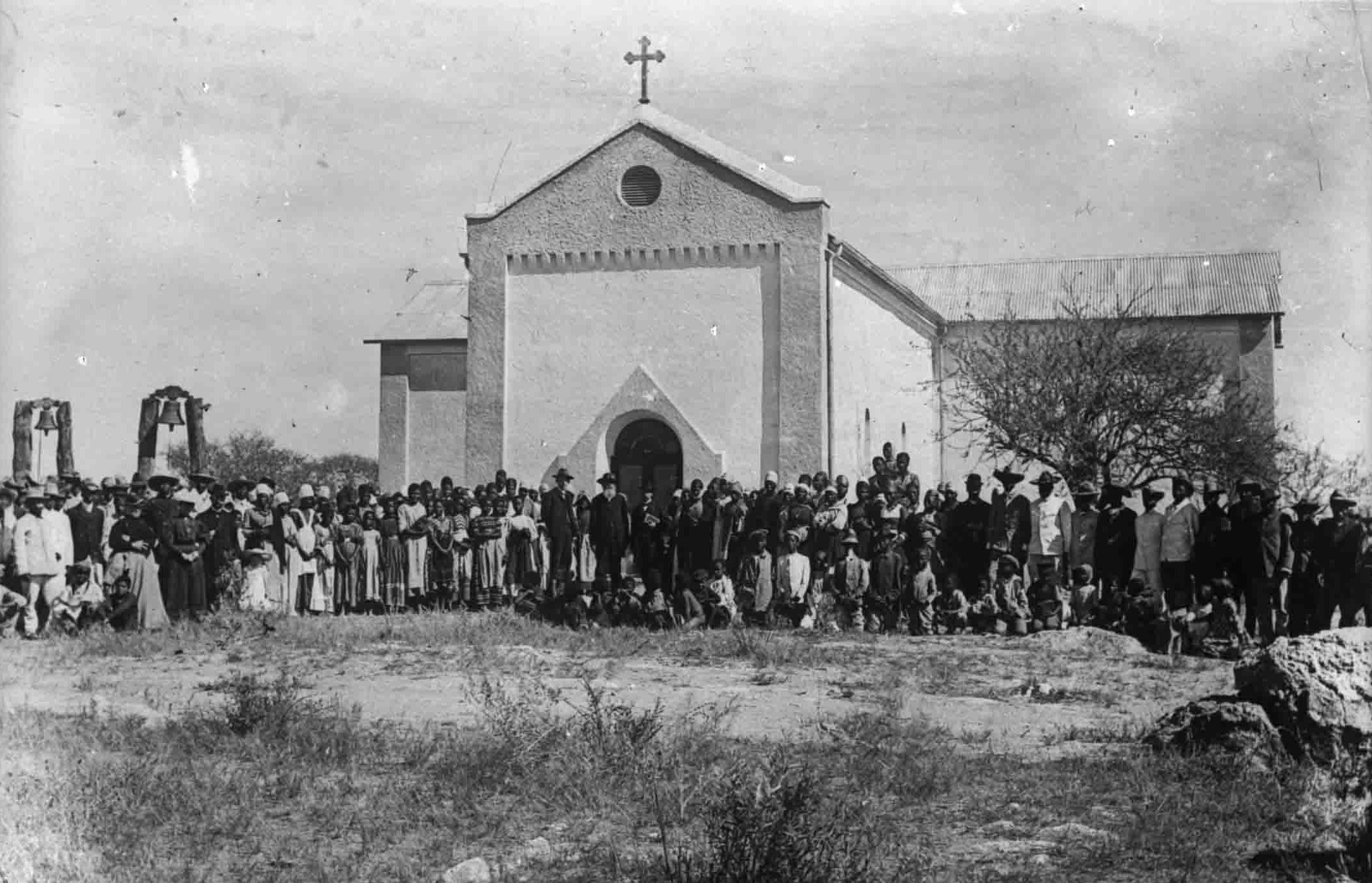
Église héréro de Okahandja fondée en 1870 par les missionnaires allemands.

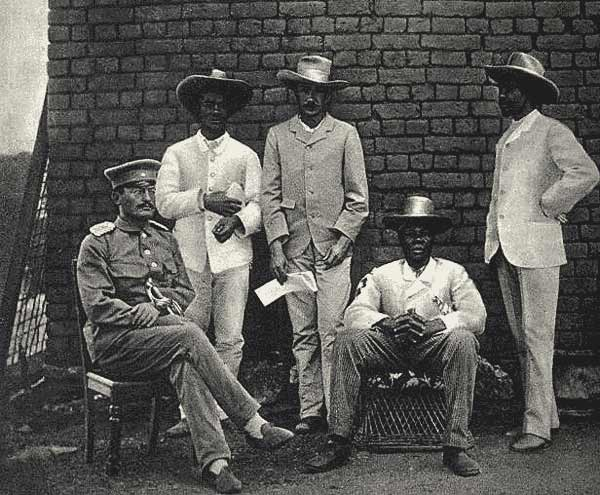
Theodor Leutwein (assis à gauche), Zacharie Zeraua (2e à gauche) et Manassé Tyiseseta (assis, 4e à partir de la gauche), 1895.

En 1884, tout le territoire entre le fleuve Kunene et le fleuve Orange est placé sous protectorat allemand lors du partage de l'Afrique par les puissances occidentales à la conférence de Berlin en 1884. La proclamation est faite sur place par l'explorateur allemand Gustav Nachtigal.
En 1885, Heinrich Göring succède à Nachtigal avec la mission de représenter l'ordre allemand alors qu'il n'a que deux assistants et aucune armée à sa disposition.
Après la bataille d'Osona où les Héréros infligent une cuisante défaite aux Namas de Hendrik Witbooi avec lesquels ils sont en guerre depuis 1880 (bataille d'Etusis, 2 décembre 1880), le chef Maharero (en) signe son premier traité de protection avec le commissaire allemand Göring tout comme les Basters de Rehoboth (issus des unions entre Boers et Namas au XVIIIe siècle).
En 1885, les Héréros revendiquent les terres où l'explorateur William Worthington Jordaan a fondé avec 45 familles de Dorslandtrekkers la république de Upingtonia dans la région de Grootfontein et d'Otavi. Le 30 juin 1886, Jordaan est assassiné par un Ambo, mettant fin à l'éphémère république. Le commanditaire de l'assassinat reste inconnu malgré la mise en cause de Maharéro. Les terres sont alors rachetées par une compagnie allemande.
En 1889, le gouvernement allemand envoie le capitaine Curt von François dans le Sud-Ouest africain allemand à la tête d'un contingent militaire. Il débarque avec vingt et un soldats allemands à Walvis Bay où il retrouve le haut commissaire allemand, Heinrich Göring, qui avait dû se résoudre à se placer sous la protection britannique après la dénonciation par Maharero du traité de protection. Après avoir installé ses quartiers à Otjimbingwe, von François conquiert Tsaobis, puis Heusis et renouvelle le traité de protection avec Maharero.
Son successeur, Samuel Maharero entreprend dès l'année suivante une politique de collaboration renforcée avec les troupes coloniales et cède une partie de ses terres en échange de produits européens.
En 1890, von François fait construire à Winterhoek, germanisé en Windhuk, un fort (Alte Feste) destiné à être le quartier général des forces coloniales du Reich. Le lieu est situé entre les territoires nama et héréro.
En 1893, le chef Nama Hendrik Witbooi tente sans succès de former une alliance avec les Héréros contre les Allemands. Quand il accepte finalement de placer les namas sous la suzeraineté allemande pour devenir notamment d'efficaces auxiliaires de l'armée coloniale, les Héréros qui avaient jusque-là participé à la répression de toute rébellion, commencent à s'éloigner de la puissance coloniale, exaspérés par la peste bovine, les exactions des colons et l'affranchissement de leurs serfs Damara.
En 1903, la première réserve indigène pour les Héréro est créée.

#### Guerre des Héréros
En 1904, les Héréros sont victimes de ce que certains historiens estiment être le premier génocide du XXe siècle, perpétré par les Allemands dans leur colonie du Sud-Ouest africain.
Après avoir vainement tenté de rallier à sa cause les chefs des tribus voisines, Samuel Maharero soulève seul son peuple contre les colons allemands. L'affranchissement des serfs Damaras aurait été la principale cause du soulèvement selon certains historiens (les Damaras seront auxiliaires de l'armée allemande et seront récompensés par l'octroi de 6 000 m2 de terres pour leur contribution à la répression de la révolte).
Le 10 janvier 1904, il attaque une garnison basée à Okahandja. Disposant de six mille fusils, ils sabotent les voies de chemin de fer et incendient les fermes. Près de soixante colons allemands sont tués dans un premier temps puis encore cent vingt-trois civils allemands.

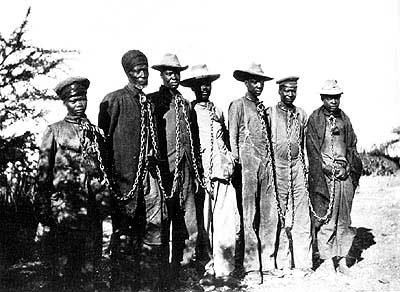
Héréros enchaînés lors de la rébellion de 1904.

Le 11 février 1904, Theodor Leutwein cherche à négocier avec Maharero mais il est désavoué par le gouvernement allemand. Leutwein met en garde le commandement allemand contre toute politique d'extermination des Héréros alors que la presse allemande, diffusée dans le Sud-Ouest Africain, ne cesse d'appeler au démantèlement des structures indigènes, encourageant a contrario les tribus à gagner la rébellion. Leutwein refuse l'anéantissement total de tout un peuple, et parle de fanatisme à propos des partisans de l'annihilation totale des tribus rebelles.
En mai 1904, Leutwein tente encore de trouver un accord de paix alors que le général Lothar von Trotha, nommé par l'Empereur Guillaume II pour rétablir l'ordre dans la colonie, est en route avec d’importantes troupes de renfort depuis l'Allemagne pour prendre le commandement de la troupe coloniale.
Leutwein fait imprimer en Otjiherero une proclamation appelant à une reddition des Héréros, qui ne souffriraient que d'un juste châtiment.
À son arrivée, von Trotha met fin immédiatement aux négociations en cours. Leutwein est relevé du commandement de la Schutztruppe en juin 1904, avant de céder à la fin de l'année sa fonction de gouverneur du Sud-Ouest africain à von Trotha.
La répression des Héréros est menée par von Trotha qui débarque avec d’importantes troupes de renfort. La guerre contre les Héréros fait alors rage depuis cinq mois.
En août 1904, lors de la bataille de Waterberg, il fait encercler les Héréros de trois côtés, ne leur laissant qu’une seule issue pour fuir : le désert du Kalahari. Alors que les Héréros essayent d’y trouver refuge, von Trotha fait empoisonner les points d’eau, dresse des postes de garde à intervalles réguliers avec ordre de tirer sans sommation à la vue de chaque Héréro, homme, femme ou enfant. L’ordre officiel d’extermination (Vernichtungsbefehl) du général von Trotha est : « Chaque Héréro trouvé à l’intérieur des frontières allemandes, armé ou non, en possession de bétail ou pas, sera abattu ».
En quelques semaines les Héréros meurent par dizaines de milliers de soif et de faim dans le désert Omaheke ; selon les estimations courantes, il y a entre 25 000 et 40 000 morts. Selon le journaliste Serge Bilé, il y a environ 60 000 morts. Il y a eu également 10 000 Namaquas tués, et 1 749 morts allemands (soldats et civils).
Les survivants sont enfermés dans des camps de concentration inspirés de ceux faits par les Britanniques en Afrique du Sud contre les Boers quelques années plus tôt. La moitié des prisonniers sont morts en captivité.
En 1911, il reste officiellement 15 130 Héréros dans le pays.
Quand les actions de von Trotha sont connues de l’opinion publique allemande, un mouvement de répulsion s’empare de la population, ce qui amène le chancelier Bernhard von Bülow à demander à l'empereur Guillaume II de démettre von Trotha de son commandement, ce qui fut fait le 19 novembre 1905.

### Période sud-africaine
En 1945, le chef coutumier des Héréros, Hosea Kutako, participe avec le chef Frederick Maharero à la création du conseil tribal héréro, pour protester contre la politique sud-africaine dans le Sud-Ouest africain. À l'époque, l'Afrique du Sud demande l'annexion de tout le Sud-Ouest Africain qu'il administre depuis 1920 en vertu d'un mandat de la Société des Nations.
En mai 1959, Clemens Kapuuo, du conseil des chefs héréros, participe à la fondation de l'Union nationale du Sud-Ouest africain (SWANU) mais le chef du conseil héréro, Hosea Kutako, échoue à prendre le contrôle du parti. La SWANU reste néanmoins dominée par l'ethnie héréro et affiche une idéologie socialiste non marxiste.
Le 25 septembre 1964, les héréros Clemens Kapuuo (chef adjoint du conseil des Héréros), Mburumba Kerina et Hosea Kutako, fondent la National Unity Democratic Organisation (NUDO), de tendance traditionaliste, marquant la fin de leur appartenance à la SWANU. Il s'agit pour eux de proposer la mise en place d'un État fédéral fondé sur les vieilles régions tribales du Sud-Ouest Africain.
En 1968, en application de la politique d'apartheid et du rapport de la commission Odendaal de 1964, le bantoustan du Hereroland est créé. Il devient autonome le 26 juillet 1970.
Le 20 juillet 1970, Clemens Kapuuo succède à Hosea Kutako en tant que chef des Ovaherero.
En juillet 1975, le ministre de l'administration bantou, M.C. Botha, met fin à un projet de délocalisation des tribus Ovaherero dans le homeland du Hereroland Est. Ce faisant, Botha met fin à la mise en œuvre des conclusions du rapport Odendaal, et amène Kapuuo à rejoindre les pourparlers constitutionnels à venir de la conférence de la Turnhalle (annoncée depuis novembre 1974).
Le 5 novembre 1977, l'Alliance démocratique de la Turnhalle (DTA) est fondée et présidée par Clemens Kapuuo et Dirk Mudge, un homme politique blanc réformateur. Le 27 mars 1978, Clemens Kapuuo est assassiné par des inconnus à Katutura dans la banlieue de Windhoek, y provoquant ainsi qu'à Okakarara de nombreux affrontements entre Ovambos et les Ovaherero. C'est un autre Héréro, Kuaima Riruako, qui lui succède au poste de président de la DTA.
Le Hereroland est dissous en mai 1989 dans les régions namibiennes d'Omaheke et d'Otjozondjupa.
Lors des élections de novembre 1989 pour l'assemblée constituante, la DTA recueille 28 % des suffrages, et le statut d'opposition officielle face à la SWAPO triomphante de Sam Nujoma. En remportant néanmoins 14 des 23 districts du pays, la DTA bénéficie de l'appui massif des Héréros (66,4 % dans le Hereroland).

## Mémoire
Au XXIe siècle, les Héréros demandent des dommages de guerre à l'Allemagne contre ce qui est considéré par certains comme le premier  génocide du siècle précédent. Chaque année a lieu en octobre un rassemblement de plusieurs milliers de Héréros, où Lothar von Trotha ordonna leur extermination. En 2008, cet endroit devient le parc historique Ozombu Zovindimba Cultural Center, où de nombreux cadavres sont enterrés. Le musée national situé dans la capitale ne précise pas qu'il est construit sur les ruines d'un fort ayant servi de camp de concentration, alors que la gare a été bâtie sur un charnier et que le camp de Shark Island (où sont morts environ 3 000 personnes) est devenu un camping.
En 2021, le gouvernement allemand reconnaît officiellement sa responsabilité dans le génocide envers les peuples Héréros et Namas, et promet une aide financière à la Namibie.

## Personnalités héréros
- Maharero (en)
- Samuel Maharero
- Hosea Kutako
- Clemens Kapuuo

## Dans la culture populaire
L'extermination des Héréros par les Allemands a inspiré deux romans à l'écrivain américain Thomas Pynchon, mêlant réalité et fiction :
- V. (1963), dont le chapitre neuf se déroule au Sud-Ouest africain en 1922, avec une évocation de la répression de 1904[6] ;
- L'Arc-en-ciel de la gravité (1973), dont l'intrigue se déroule principalement en Europe de l'Ouest à la fin de la Seconde Guerre mondiale (1944-1945), évoque à nouveau la répression de 1904 (fait historique), mais également l'utilisation de Héréros survivants par le Troisième Reich comme troupes auxiliaires. Incorporés dans la Waffen-SS, ces Héréros auraient été chargés des tirs du missile V2[7]. C'est bien entendu une pure invention.